# Virginio Ferrari

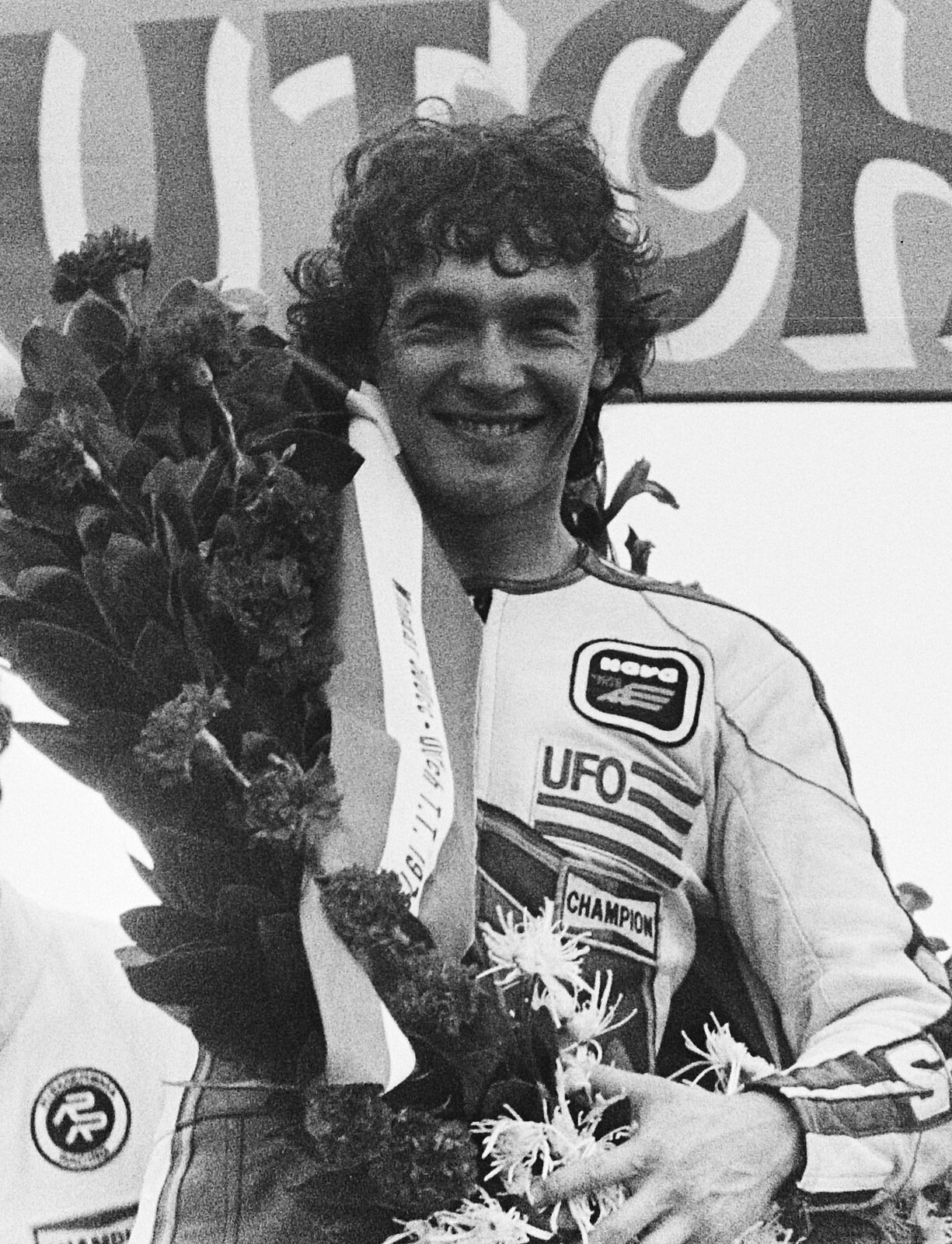
Ferrari 1979

Virginio Ferrari (* 19. Oktober 1952 in Pellegrino Parmense) ist ein ehemaliger italienischer Motorradrennfahrer. Sein größter Erfolg war 1987 der Gewinn der TT-F1-Weltmeisterschaft auf Bimota.

## Karriere
Virginio Ferrari rutschte im Alter von 18 Jahren eher versehentlich in die Welt des Motorradrennsports hinein. Ein Freund nahm ihn mit zu einem Motorradklub in Mailand, weil er dort seine Pilotenlizenz machen wollte.
Er begann seine Karriere beim Rennen der 500 km von Modena im Jahr 1973 und weiteren Langstreckenrennen, die er auch gewann. Darunter waren die Trophy Moto 1000 auf der Rennstrecke von Misano 1975 auf einer Laverda 750 SFC. Zusammen mit Marco Lucchinelli, Franco Uncini und Graziano Rossi war er der Star in den 1970er- und 1980er-Jahren der sogenannten blauen Patrouille. Von 1975 bis 1985 fuhr Ferrari in der 500er-Klasse der Motorrad-WM auf Paton, Suzuki, Cagiva und Yamaha. Seine erste Podiumsplatzierung, ein dritter Platz, war 1976 beim Grand Prix der Nationen in Mugello hinter Barry Sheene und Phil Read. 1978 gewann er zwei italienische Meisterschaften in der 500-cm³-Klasse auf Suzuki und in der 750-cm³-Klasse auf Yamaha. In diesem Jahr gelang ihm auch sein erster Grand-Prix-Sieg beim Großen Preis von Deutschland auf der Nürburgring-Nordschleife. In der Saison 1979 wurde er Vizeweltmeister in der 500-cm³-Klasse auf Suzuki, hinter Kenny Roberts sr., und er gewann seinen zweiten Grand Prix bei der Dutch TT in Assen.
1985 gewann er die italienische F1-Meisterschaft auf einer Ducati. In der Saison 1986 fuhr er eine Honda NSR250 im Team von Takazumi Katayama und belegte am Ende der Saison 1986 den 14. Rang. 1987 und 1989 fuhr er ebenfalls in der 250-cm³-Klasse der Motorrad-Weltmeisterschaft, aber ohne Punkte. In diesen beiden Jahren fuhr er eine Honda und eine Gazzaniga. 1987 war sein erfolgreichstes Jahr, als er auf Bimota YB4 R Formula-TT-F1-Weltmeister wurde. Mit seinen drei Siegen auf dem Hungaroring, in Assen und auf dem Hockenheimring wurde er vor Joey Dunlop und Paul Iddon Weltmeister. In der 250-cm³-Klasse beim Großen Preis von Deutschland auf dem Hockenheimring in der Motorrad-Weltmeisterschaft 1989 versuchte er vergeblich das Leben von Iván Palazzese zu retten. Im Jahr 1988 sowie von 1991 bis 1994 fuhr er in der Superbike-Weltmeisterschaft, aber ohne Erfolg.
Nach seinem Rücktritt als Fahrer begann er seine Karriere als Manager mit dem Team Ducati Corse und Bimota in der Superbike-Weltmeisterschaft. Er war Direktor des Teams, unter anderem für Carl Fogarty, Giancarlo Falappa, Mauro Lucchiari, John Kocinski, Neil Hodgson, Pierfrancesco Chili, Troy Corser, Freddie Spencer und Anthony Gobert. 2007 managte er das Kawasaki-PSG-1-Team in der Superbike-WM.
In der Saison 2014 übernimmt er das Moto3-Team Italia als Sportdirektor als Ersatz für den tödlich verunglückten Doriano Romboni.
Virginio Ferrari lebt heute in Monaco und hat sein eigenes Rennteam VFRacing. Insgesamt errang er zehn Podiumsplätze, davon zwei Grand-Prix-Siege sowie sechs zweite und zwei dritte Plätze und eine Poleposition.

## Statistik

### Titel
- 1978 – Italienischer 500-cm³-Meister auf Suzuki
- 1978 – Italienischer 750-cm³-Meister auf Yamaha
- 1979 – 500-cm³-Vize-Weltmeister auf Suzuki
- 1985 – Italienischer F1-Meister auf Ducati 750 F1
- 1987 – TT-F1-Weltmeister auf Bimota YB4 R
- 2 Grand-Prix-Siege
- 3 Siege in der Formula TT
- 1 Sieg in der Formel 750

### Weitere Siege
Bei Langstreckenrennen und Interrennen errang Virginio Ferrari weitere Siege.
- 1975 – 1000 km von Mugello auf Ducati mit Benjamín Grau
- 1975 – Trofeo Moto 1000 von Misano auf Laverda 750 SFC[3]
- 1979 – Moto Journal 200 Meilen von Paul Ricard auf Suzuki 653[4]
- 1979 – 200 Meilen von Mugello auf Suzuki
- 1987 – 6-Stunden-Rennen von Monza auf Bimota mit Davide Tardozzi

## Verweise